# Lockheed Hudson
Die Lockheed Hudson (US-Bezeichnung: A-28, A-29, PBO-1, AT-18) war ein zweimotoriger leichter Bomber und Küstenaufklärungsflugzeug der Zeit des Zweiten Weltkrieges aus US-amerikanischer Produktion.

## Geschichte
Basierend auf der Lockheed 14 Super Electra entwickelte Lockheed einen leichten Bomber, der im Juni 1938 von der britischen Royal Air Force für das Coastal Command bestellt wurde. Die erste Maschine, deren Baureihe als Hudson Mk. I bezeichnet wurde, flog am 10. Dezember 1938. Im Sommer 1939 wurden die Maschinen dem Coastal Command zugeteilt. In den folgenden Jahren wurden knapp 2000 Maschinen der Baureihen Mk. I, Mk. II und Mk. III an die Royal Air Force ausgeliefert.
Das Flugzeug wurde hauptsächlich vom Coastal Command, dann von der US Navy, den USAAF sowie den Luftstreitkräften von Kanada, Australien, Neuseeland, Brasilien, Irland, China, den Niederlanden sowie Portugal und Südafrika eingesetzt.
Eine Hudson der Royal Air Force war das erste Flugzeug der Alliierten, das im Zweiten Weltkrieg, von den Britischen Inseln aus gestartet, ein deutsches Flugzeug abschoss (eine Dornier Do 18 am 8. Oktober 1939 über Jütland). Bei zeitlich früher liegenden Abschüssen der Alliierten waren die Flugzeuge in Frankreich bzw. von einem Flugzeugträger aus gestartet. Hudsons waren auch am Angriff auf die Altmark sowie bei der Kaperung des deutschen U-Boots U 570 beteiligt. Einer britischen Hudson gelang im Mai 1943 auch die erste Versenkung eines deutschen U-Boot durch Raketen.
1942 wurden die ersten Maschinen, nun als A-28 bezeichnet, an die USAAF ausgeliefert. Bis 1942 wurden 82 A-28 und 418 A-29 produziert. Dazu kamen 300 AT-18-Trainer sowie 20 Maschinen, die von der US Navy als PBO-1 geflogen wurden. Eine PBO-1 der Navy war auch das erste US-Flugzeug, das ein deutsches U-Boot versenkte (U 656 vor der Küste Neufundlands am 1. März 1942).

## Varianten

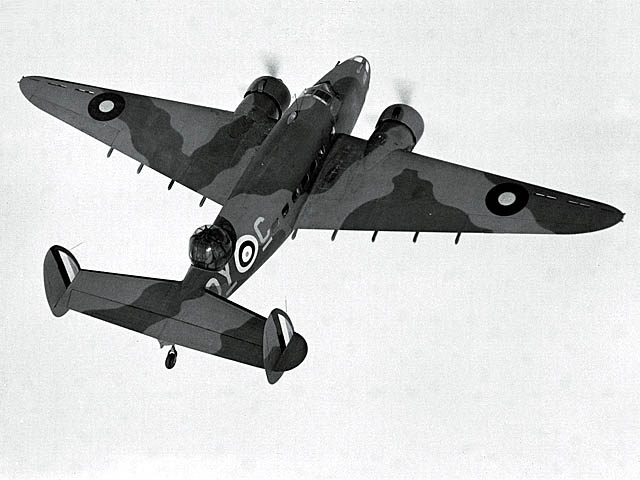
Eine Hudson I der 11. Squadron, RCAF

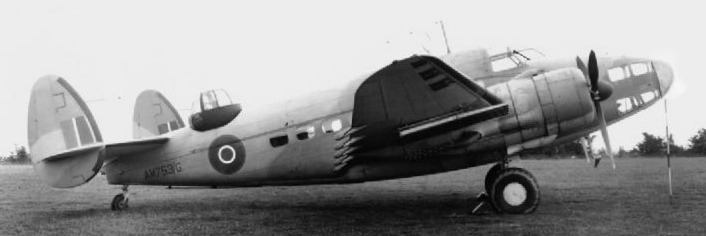
Lockheed Hudson V, Aufklärungs- und Bombenflugzeug

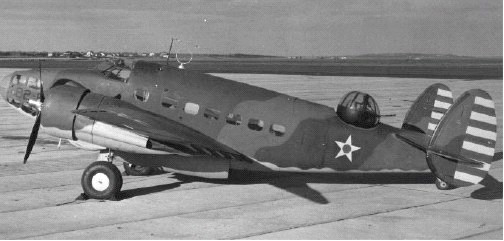
PBO-1 der US Navy, 1942 in Argentia, Kanada

Hudson I
Erste Hauptserienversion für die Royal Air Force (RAF). Für die RAF wurden 351 hergestellt, weitere 50 Maschinen für die Royal Australian Air Force (RAAF)
Hudson II
Baugleich mit der Hudson I, jedoch mit nichtverstellbaren Propellern; 20 Maschinen wurden für die RAF und 50 für die RAAF hergestellt.
Hudson III
Hauptserienversion für die RAF mit einziehbarem Unterrumpfkampfstand; es wurden 428 gebaut.
Hudson IIIA
Varianten der A-29 und A-29A, die im Rahmen des Leih- und Pachtvertrages an Großbritannien geliefert wurden; 800 Exemplare ausgeliefert.
Hudson IV
Weitgehend baugleich mit der Hudson II, allerdings ohne Unterrumpfkampfstand; hiervon wurden 30 Maschinen gebaut. Außerdem wurden alle noch vorhandenen Mk I and II der RAAF zu Hudson IV umgerüstet.
Hudson IVA
An die australische Luftwaffe ausgelieferte A-28; es wurden 52 an die RAAF geliefert.
Hudson V
Modifizierte Mk III mit den 1.200 PS leistenden Wright-R-1830-S3C4-G-Wasp-Motoren; 409 hergestellt.
Hudson VI
A-29A, die im Rahmen des Leih- und Pachtvertrages an Großbritannien geliefert wurden; 450 Exemplare ausgeliefert.
A-28
Version für die Streitkräfte der Vereinigten Staaten. Antrieb durch 1050-PS-Motoren Wright R-1830-45; 52 als Hudson IVA an Australien geliefert.
A-28A
Als Truppentransporter einsetzbare A-28; 450 Exemplare wurden als Hudson VI an die RAF geliefert, 27 weitere an die brasilianische Luftwaffe.
A-29
A-28 mit den 1200 PS leistenden Wright-R-1830-S3C4-G-Wasp-Motoren; 416 wurden für die RAF gebaut, 153 gingen als RA-29 an die USAAF und 20 wurden als PBO-1 von der US Navy eingesetzt.
A-29A
A-29-Truppentransporter mit verstellbarem Propellern; 384 gingen als Hudson IIIA an die RAF, einige verblieben als RA-29A bei der USAAF.
A-29B
24 zurückerhaltene A-29, die zu Fotoaufklärungsflugzeugen umgerüstet wurden.
AT-18
Trainingsversion zur Ausbildung von Bordschützen, mit R-1820-87-Motoren; 217 hergestellt.
AT-18A
Navigationstrainer ohne Rückenkampfstand.
C-63
Vorübergehende Bezeichnung für die A-29A.
C-111
Ziviles Modell für Australien.
PBO-1
Ehemalige Hudson IIIA der RAF, die bei der VP-82 der US Navy eingesetzt wurden.

## Produktion
Von den A-28/A-29 wurden fast alle und von den A-29 wurden 995 Flugzeuge an die RAF geliefert. Insgesamt erhielt die RAF 2345 Hudson.
Abnahme der Lockheed Hudson durch die RAF/USAAF:
| Version        | 1939 | 1940 | 1941 | 1942 | 1943 | SUMME |
| -------------- | ---- | ---- | ---- | ---- | ---- | ----- |
| Hudson Mk. I   | 280  | 170  |      |      |      | 450   |
| Hudson Mk. II  |      | 20   |      |      |      | 20    |
| Hudson Mk. III |      | 120  | 308  |      |      | 428   |
| Hudson Mk. IV  |      | 30   |      |      |      | 30    |
| Hudson Mk. V   |      |      | 409  |      |      | 409   |
| A-28           |      |      | 52   |      |      | 52    |
| A-28A          |      |      |      | 450  |      | 450   |
| A-29           |      |      | 331  | 286  |      | 617   |
| A-29A          |      |      |      | 100  | 83   | 183   |
| AT-18          |      |      |      |      | 217  | 217   |
| AT-18A         |      |      |      | 33   | 50   | 83    |
| SUMME          | 280  | 340  | 1100 | 869  | 350  | 2939  |

## Militärische Nutzer

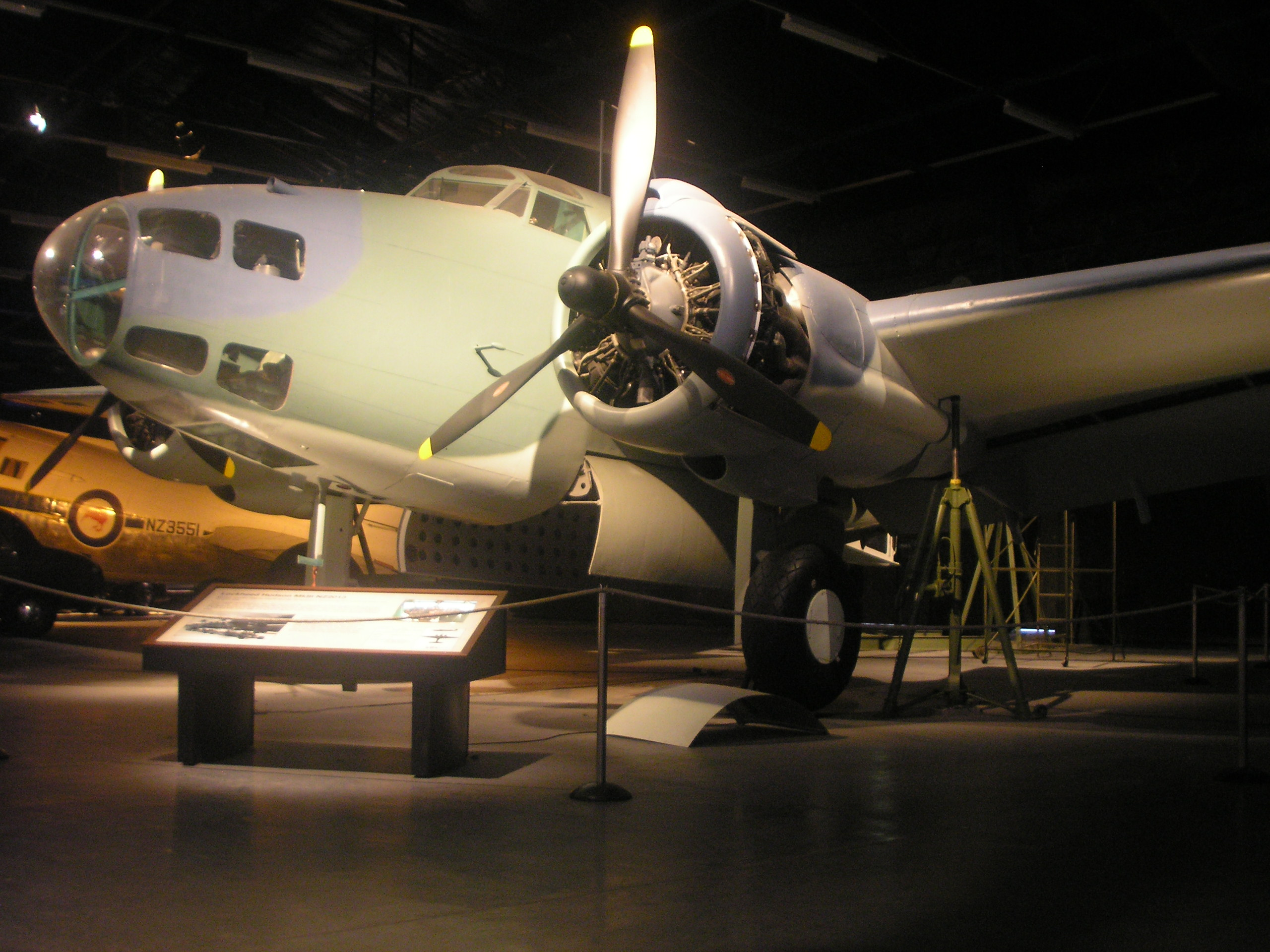
Hudson im RNZAF Museum

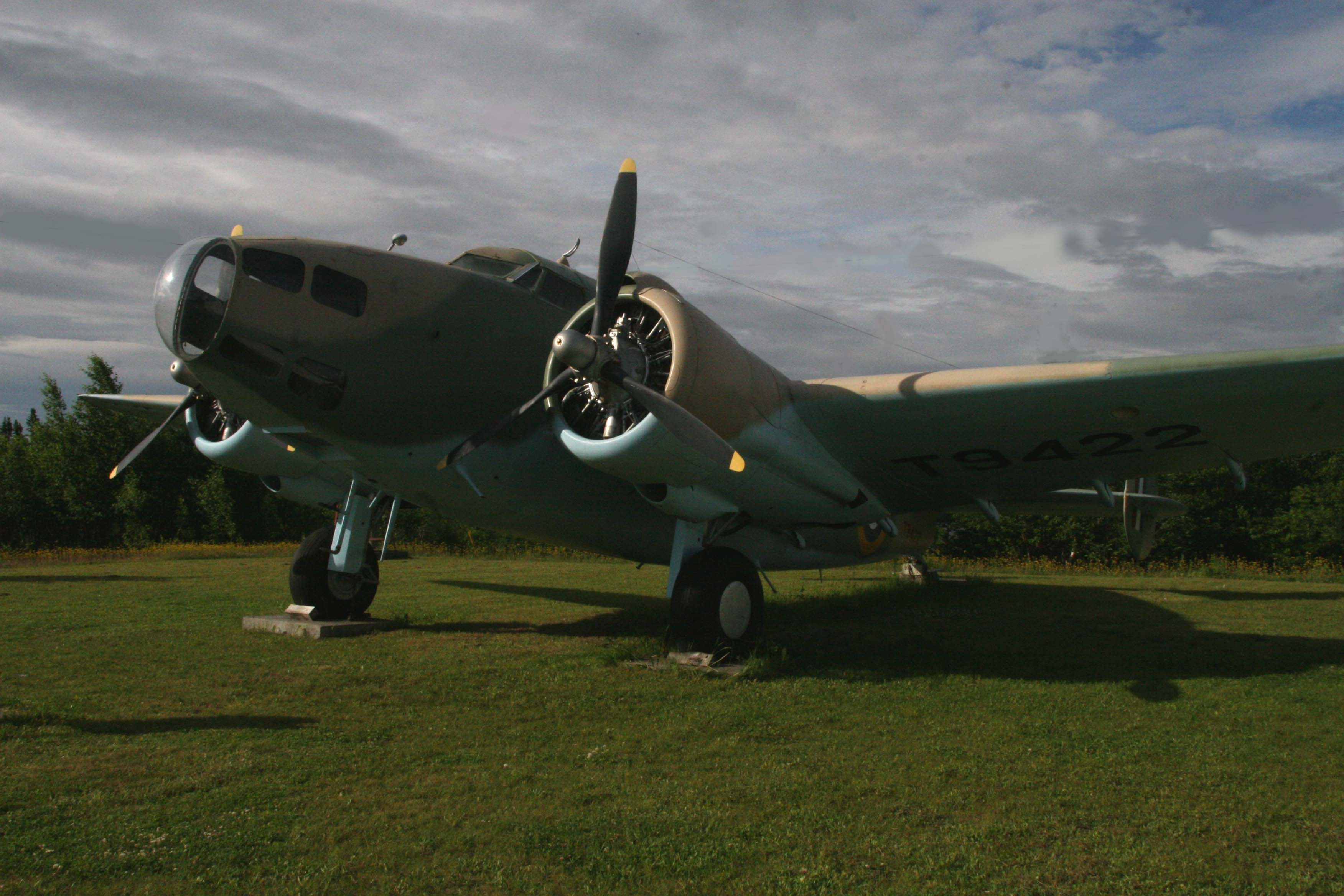
Lockheed Hudson Mk IIIA (T9422) im North Atlantic Aviation Museum, Gander, Neufundland

AustralienRoyal Australian Air Force
 BrasilienForça Aérea Brasileira
 ChinaNationalchinesische Luftwaffe
 Vichy-FrankreichMarine
 Irland
 Israel
 KanadaRoyal Canadian Air Force
 NiederlandeKoninklijke Luchtmacht
 NeuseelandRoyal New Zealand Air Force
 PortugalForça Aérea Portuguesa
 Südafrikanische UnionSouth African Air Force
 Vereinigtes KönigreichRoyal Air Force
 Vereinigte StaatenUnited States Army Air Forces
United States Navy

## Technische Daten

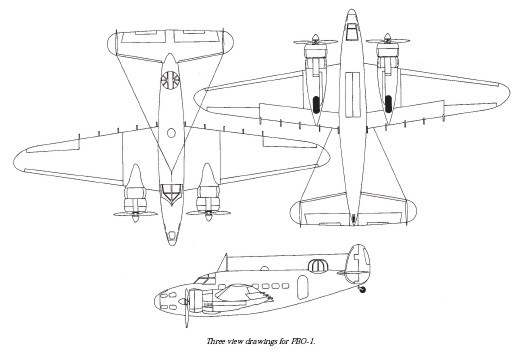
Dreiseitenansicht der PBO-1

| Kenngröße             | Daten der A-29                                                          |
| --------------------- | ----------------------------------------------------------------------- |
| Typ                   | leichter Bomber, Aufklärer                                              |
| Hersteller            | Lockheed Aircraft Corporation                                           |
| Besatzung             | 5                                                                       |
| Länge                 | 13,52 m                                                                 |
| Spannweite            | 19,95 m                                                                 |
| Höhe                  | 3,62 m                                                                  |
| Leermasse             | 5825 kg                                                                 |
| max. Startmasse       | 9320 kg                                                                 |
| Antrieb               | zwei Sternmotoren Wright R-1820-87 Cyclone mit je 1.200 PS (ca. 880 kW) |
| Höchstgeschwindigkeit | 405 km/h                                                                |
| Reichweite            | 4480 km                                                                 |
| Dienstgipfelhöhe      | 8100 m                                                                  |
| Bewaffnung            | fünf oder sieben 7,62-mm-Maschinengewehre, bis zu 635 kg Bomben         |